# Божић на Новом Зеланду
Божићне традиције и обичаји на Новом Зеланду сличне су традицијама у Аустралији јер укључују комбинацију британске и северноамеричке традиције, попут божићних симбола на којима је приказана зимска иконографија. Међутим, време Божића које се дешавало током летње сезоне јужне хемисфере резултирало је развојем неких локалних традиција као резултат топлијег времена. Новозеландска божићна јела укључују летње воће и поврће и павлову (десерт на бази безе популаран у Аустралији). Изложено је новозеландско божићно дрвце, похутукава, као и традиционално северноевропско дрвце.
Божић (Маорски језик: Кирихимете), који се обележава 25. децембра, постао је широко прослављен крајем 19. века међу насељеницима Пакеха (европски народ). Данас су Божићнипразници законски празници на Новом Зеланду. Иако је други дан Божића стандардни празник, Божић је један од ретких дана у години у којем се морају затворити све осим најважнијих предузећа и свих услуга.

## Историја
Религијски празник Божић увели су на Нови Зеланд хришћански мисионари почетком 19. века. Средином 19. века обележавање празника Божића варирало је по секташким основама. Енглески и ирски насељеници, који су типично били Англиканци и католици, донели су своје божићне традиције. Шкотски досељеници нису широко славили Божић, јер шкотска презбитеријанска црква никада није посебно наглашавала Божићни фестивал, на образложењу да је био небиблијски. Крајем 19. века презвитеријанци су почели да прихватају прославе Божића а како се смањивало секташтво између различитих етничких заједница, празник су све више примећивали сви Новозеланђани - иако су га славили као прикривена приватна ствар до краја 20. века.
Божић је постао банкарски празник након Закона о банкарским празницима 1873. године, а сви радници имали су право на слободан дан за Божић као резултат Закона о индустријском мирењу и арбитражи 1894. Законом о државним празницима 1910. даље је утврђен Божић и „дан после Божића “ (Дан бокса) као нерадни дани.

## Декорације
Новозеланђани Божић славе углавном са традиционалним обичајима као на северној хемисфери, али помешаним са локалним обичајима. Изворне биљке, папрати и лан су изложени уз традиционално божићно цвеће као што је имела.  Похутукава која у децембру даје велико гримизно цвеће, често се користи симбол за Божић на Новом Зеланду и потом је похутукава постала позната као новозеландска јелка.
Многи власници кућа украшавају спољашњост својих кућа. Прикази се крећу од скромних до детаљних, понекад са стотинама лампица и украса који приказују сезонске мотиве као што су божићна дрвца, Деда Мраз, ирваси или саонице. Одређени региони имају традицију сложених приказа и привлаче велику количину пешачког и аутомобилског саобраћаја током божићне сезоне. Ово је упркос дужим данима, сумрак се кретао од 21:05. у Гизборну (најсевероисточнијем граду Новог Зеланда) до чак 22:20. у Инверкејргрилу (најјугозападнијем граду).

## Храна
Породице се традиционално окупљају на божићном ручку. Традиционална храна укључује печену говедину, ћуретину, јагњетину, салате и печено поврће. У новије време, како одговара често врућем времену, постало је популарно послуживање локалних сезонских производа попут хладног меса и морских плодова (као што је јегуља). Све чешћи, уместо свечане вечере у затвореном, Новозеланђани се на Божић опуштају на отвореном и уживају у ручку са роштиља на плажи - популарном од 2000-их. Слично томе, десерт такође укључује комбинацију традиционалне зимске божићне хране попут пудинга од шљива, пита са воћним комадима и божићног колача, заједно са локалним традицијама, као што је павлова преливена летњим воћем или киви.

## Фестивали и параде
На Новом Зеланду се одржава неколико парада о божићној теми. Популарни догађај је Окландова Деда Мразова Парада низ Квин Стрит. Ово садржи бројне плутајуће и марширајуће саставе и привлачи велике гужве сваке године. Одржава се крајем новембра за смештај туриста и сматра се уводом за касније свечаности. Аустралијска традиција Каролс Кендлајт популарна је на Новом Зеланду, посебно у Окланду и Крајстчерчу, где је у парку обично велико окупљање коледра на отвореном познато као Божић.

## Малопродаја
Пред Божић је најпрометнија сезона куповине на Новом Зеланду. Пајмарк, који пружа електронске платне услуге за 70 процената малопродаја, забележио је укупну потрошњу од 8,6 милијарди долара трансакција путем своје мреже у шест недеља пре Божића 2019. На Бадње вече, мрежа Пајмарк обрадила је 199 трансакција у секунди.